# Вудворд, Дэвид
Профессор Дэвид Вудворд (англ. David Woodward; 29 августа 1942 года — 25 августа 2004 года) — американский историк картографии и географии. Член-корреспондент Британской академии (1995).

## Биография
Родился в Англии в местечке Лимингтон-Спа. После защиты степени бакалавра в университете Манчестера он поступил для обучения в магистратуру к профессору Артуру Робинсону в университет города Мадисон (Висконсин). В 1970 году он защитил там докторскую степень по картографии.
Остальные одиннадцать лет Вудворд проработал в библиотеке города Чикаго как специалист в области картографии и хранитель коллекции карт с 1974 до 1980.
В 1976 году Вудворд получил гражданство США и в 1980 году вернулся к преподаванию в университете города Мадисон (Висконсин), в 1995 году стал профессором географии. Эту должность он занимал до 2002 года, а затем после выхода на пенсию продолжал активную исследовательскую работу.
Вудворд умер от рака 25 августа 2004 года в своем доме в Мадисоне.
Его наставник Артур Робинсон умер несколькими неделями позднее, успев проводить своего ученика в последний путь.

## Научная работа
По признанию Малькольма Левиса (Malcolm Lewis), Вудвард изменил историю картографии с позиций европоцентризма на рассматриваемую в мировом масштабе дисциплину.
В течение экспедиции 1977 года по Эксетеру в Англии Вудворд и его коллега Джон Брайан Харли пришли к идее необходимости создания коллективной монографии «История картографии» (The History of Cartography). Согласно их представлениям, создаваемая монография должна была стать работой, которая бы отражала значение карт как социально ориентированного продукта человеческой деятельности и их применение в различных культурах с эпохи первобытного общества до двадцатого века. Харли умер в 1991, поэтому Вудворд продолжал начатую работу.

## Публикации
Основными работами Дэвида Вудворда считаются публикации в многотомной монографии «История картографии», многие статьи были написаны в соавторстве с профессором Брайаном Харли.
- Harley, J. B., and David Woodward, eds. Cartography in Prehistoric, Ancient, and Medieval Europe and the Mediterranean. Volume 1 of The History of Cartography. Chicago and London: University of Chicago Press, 1987. ISBN 0-226-31633-5. Awarded Best Book in the Humanities (1987) from the Professional and Scholarly Publishing Division, Association of American Publishers.
- Harley, J. B., and David Woodward, eds. Cartography in the Traditional Islamic and South Asian Societies. Volume 2, Book 1 of The History of Cartography. Chicago and London: University of Chicago Press, 1992. ISBN 0-226-31635-1.
- Harley, J. B., and David Woodward, eds. Cartography in the Traditional East and Southeast Asian Societies. Volume 2, Book 2 of The History of Cartography. Chicago and London: University of Chicago Press, 1994. ISBN 0-226-31637-8.
- Woodward, David, and G. Malcolm Lewis, eds. Cartography in the Traditional African, American, Arctic, Australian, and Pacific Societies. Volume 2, Book 3 of The History of Cartography. Chicago and London: University of Chicago Press, 1998. ISBN 0-226-90728-7. [Full text of the Introduction by David Woodward and G. Malcolm Lewis].
- Woodward, David, ed. Cartography in the European Renaissance. Volume 3 of The History of Cartography. Chicago and London: University of Chicago Press, 2007. ISBN 0-226-90732-5 (Set), 0-226-90733-3 (Part 1), 0-226-90734-1 (Part 2).